# Emilio Cimbrico
Emilio Cimbrico (Genova, 9 gennaio 1903 – Genova, 19 aprile 1948) è stato un calciatore italiano, di ruolo attaccante.

## Carriera
Con l'Andrea Doria disputa 6 gare nel campionato di Divisione Nazionale 1926-1927. Ha giocato anche con Molassana e Genovese.